# Таййиб аль-Укби
Шейх ат-Таййиб аль-‘Укби (араб. الطيب العقبي‎; 15 января 1890, Бискра — 21 мая 1960) — алжирский учёный богослов, общественный и религиозный деятель, журналист, член Ассоциации алжирских мусульманских улемов.

## Биография
Родился 15 января 1890 года году в городе Бискра в французской колонии Алжир. С пятилетнего возраста проживал в Хиджазе (совр. Саудовская Аравия). Некоторое время жил в Мекке и Медине где занимался богословием. Был советником шерифа Мекки Хусейна ибн Али аль-Хашими, который доверил ему печать газеты Al Qibla. Так как аль-‘Укби распространял панарабские идеи и был хорошим ораторам он был вскоре арестован османскими властями. Он был освобожден только благодаря вмешательству эмира Шекиба Арслана.
После падения Хиджаза в 1925 году аль-‘Укби вернулся в Алжир.
Сразу же после возвращения в Алжир ат-Таййиб аль-‘Укби начал выступать за реформацию и борьбу с неграмотностью в исламе. Он выступал против мурабитов и завий. В 1931 году объединившись с другими мусульманскими учеными Алжира он создал Ассоциацию алжирских мусульманских улемов. Продолжал заниматься журналисткой деятельностью, им издавалась газета Al Islah. Входил в Ассоциацию монотеистов и был другом французского востоковеда Луи Массиньона. В 1933 году французские колониальные власти обеспокоенные деятельностью Ассоциации алжирских мусульманских улемов запретили аль-‘Укби проповедовать в мечетях Алжира. В 1945 году при поддержке аль-‘Укби в городе Алжир была построена мечеть Эль-Умма.
Ат-Таййиб аль-‘Укби выступал за независимость Алжира от Франции, но из-за болезни лишь один раз в январе 1956 года появился на конференции по гражданскому перемирию в Алжире.
Умер 21 мая 1960 года.